# Hermann (Bremen)
Hermann war ein deutscher Geistlicher. Er war von 1032 bis 1035 Erzbischof des Erzbistums Hamburg-Bremen.
Über sein Leben ist wenig bekannt. Vor seinem Amt in Bremen gehörte er als Propst dem Domkapitel Halberstadt an. Als Reichsfürst und Missionsbischof trat er nicht in Erscheinung. Adam von Bremen berichtet über ihn, dass er seinen Sprengel kaum besuchte und wenn, dann in Form einer kriegerischen Exkursion. Er habe sein Amt „ohne Falsch wie die Tauben, aber auch ohne Klugheit wie die Schlangen“ verwaltet.